# Trichiinae
Sous-famille
D'après des classifications anciennes, les Trichiinae sont une sous-famille de coléoptères de la famille des cétonidés. Actuellement la sous-famille est réduite à la tribu des Trichiini appartenant à la sous-famille des Cetoniinae.

## Anciennes classifications

### Tribus et genres rencontrés en Europe
Selon Fauna Europaea (3 nov. 2013)
- tribu des Osmodermatini
  - Osmoderma Lepeletier & Serville 1828
- tribu des Trichiini
  - Gnorimus Lepeletier & Serville 1828
  - Trichius Fabricius 1775